# Тиоцианат бария
Тиоцианат бария — неорганическое соединение, 
соль металла бария и роданистоводородной кислоты с формулой Ba(SCN)2, бесцветные кристаллы, хорошо растворяется в воде, образует кристаллогидраты состава Ba(SCN)2•n H2O, где n = 2, 3.
Применяется для получения других роданидов.